# Athyreus tribuliformis
Athyreus tribuliformis är en skalbaggsart som beskrevs av Felsche 1909. Athyreus tribuliformis ingår i släktet Athyreus och familjen Bolboceratidae. Inga underarter finns listade.